# Templemars

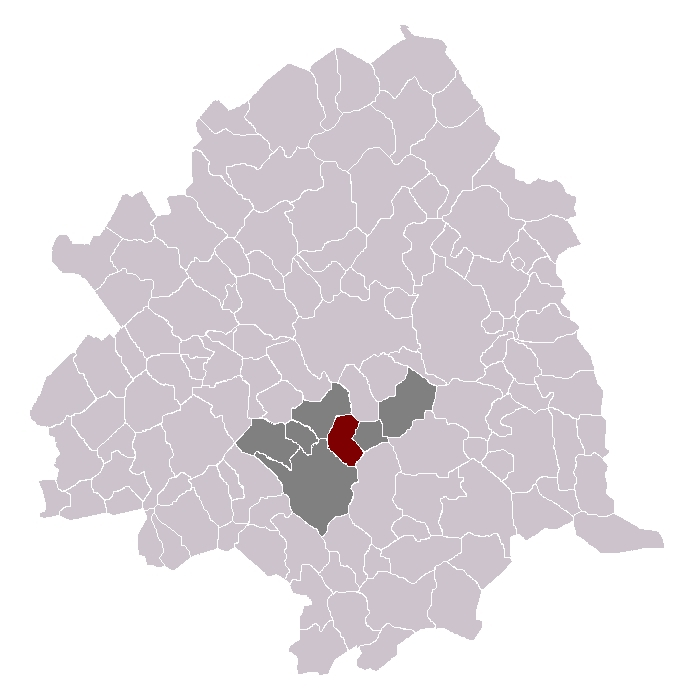
Ubicació de Templemars dins del cantó i el districte

Templemars és un municipi francès del departament del Nord, a la regió dels Alts de França. L'any 2006 tenia 3.342 habitants. Limita al nord-est amb Faches-Thumesnil, a l'oest amb Wattignies, a l'est amb Vendeville, al sud amb Seclin i al sud-est amb Avelin.

## Demografia
| 1962                                       | 1968  | 1975  | 1982  | 1990  | 1999  | 2006  |
| ------------------------------------------ | ----- | ----- | ----- | ----- | ----- | ----- |
| 2.335                                      | 2.619 | 2.693 | 3.052 | 3.359 | 3.435 | 3.342 |
| Des de 1962: població sense dobles comptes |       |       |       |       |       |       |

## Administració
| Període   | Identitat        | Partit |
| --------- | ---------------- | ------ |
| 1990-2008 | Noël Dejonghe    | PS     |
| 2008-     | Frédéric Baillot | PS     |